# Sound of Näverlur
Sound of Näverlur, även kallad Kalla mej Kulla och Den vilda jakten på astronauten, är en svensk komedifilm från 1971 i regi av Torbjörn Lindqvist och med manus av Lindqvist och Hans Bing. I rollerna ses bland andra Sten Ardenstam, Eva Rydberg och Mayny Mikaelsson.

## Om filmen
Inspelningen ägde rum 1970 med start den 7 mars och inspelningsplatser var Tällberg, Leksand, Svärdsjö och Ornäs i Dalarna. Förlaga var diktsamlingen Dalarapsodi. Tidebok av Bing från 1963 och fotograf och producent under inspelningen var Lindqvist. Filmen var en lågbudgetproduktion och kostade endast 300 000 svenska kronor att spela in. Filmen premiärvisades den 19 april 1971 på biografen Tellus i Stockholm och är 74 minuter lång. Den 28 mars 2008 släpptes den på DVD.
Filmen totalsågades av de flesta kritiker när den kom ut.

## Handling
Filmen handlar om den amerikanske astronauten Stone Arden kommer på besök till Dalarna. Han lockas att spendera alla sina pengar och har därför inga kvar att betala sin hotellräkning. Han väljer att fly men hans astronautdräkt är alltför iögonfallande och han väljer i stället en daladräkt från 1600-talet. Därefter beger han sig, likt Gustav Vasa, på en resa genom Dalarna. Slutrepliken i filmen lyder: "Ni har näverlurat mig."

## Medverkande
- Sten Ardenstam – Stone Arden, astronaut
- Eva Rydberg – Kulla, turistvärdinna
- Mayny Mikaelsson – en dalkulla
- Rolf Andersson – motorcykelknutten
- Rebecca Pawlo – flicka på badstranden
- George Thunstedt – den före detta landshövdingen
- Rune Halfvarsson – ett dalaoriginal
- Malte Forsberg
- Åke Olsson
- Bengt Samuelsson
- Bengt Mogren
- Rolf Back
- J.E. Frisell
- Leif Göras
- Leksandsnorets folkdanslag
- Helge och "Lotta"
- Svärdsjö spelmanslag
- The Twin Club

### Fotnoter
1. 1 2 3 4  ”Sound of Näverlur”. Svensk Filmdatabas. http://sfi.se/sv/svensk-filmdatabas/Item/?itemid=4867&type=MOVIE&iv=Basic&ref=/templates/SwedishFilmSearchResult.aspx?id%3d1225%26epslanguage%3dsv%26searchword%3dsound+of+n%C3%A4verlur%26type%3dMovieTitle%26match%3dBegin%26page%3d1%26prom%3dFalse. Läst 28 april 2013.